# David Downing (écrivain)
Pour les articles homonymes, voir Downing et David Downing.
David Downing, né le 9 août 1946 à Londres, est un écrivain britannique, auteur de roman policier et de roman d'espionnage.

## Biographie
Il est l'auteur d'une série de romans d'espionnage, amorcée en 2007 avec Zoo Station, basée autour du journaliste anglo-américain et espion amateur John Russell qui travaille dans l'Allemagne des années 1940. Tous les romans sont titrés d'après des stations de train principalement berlinoises. 
Il commence en 2013 une nouvelle série mettant en scène Jack McColl, surnommé Jack of Spies, un vendeur de voiture écossais et agent au service de la Royal Navy en quête d'informations à travers le monde et dont les aventures se situent avant, pendant et après la Première Guerre mondiale.
Dans les années 1970, David Downing contribue au magazine de musique Let It Rock (magazine) (en) et publie une étude Future Rock, analysant le travail de Bob Dylan, David Bowie, Pink Floyd et d'autres musiciens populaires.

## Œuvre

### Romans

#### SérieJohn Russell
- Zoo Station (2007) Publié en français sous le titre Zoo Station, Paris, Le Cherche midi, coll. « Thrillers » (2017)  (ISBN 978-2-7491-5262-2)
- Silesian Station (2008)
- Stettin Station (2009)
- Potsdam Station (2010)
- Lehrter Station (2012)
- Masaryk Station (2013)
- Wedding Station (2021) (prequel)
- Union Station (2024)

#### SérieJack McColl
- Jack of Spies (2013)
- One Man's Flag (2015)
- Lenin's Roller Coaster (2017)

#### Autres romans
- The Moscow Option (1980)
- The Red Eagles (2015)
- Diary of a Dead Man on Leave (2019)

### Autres publications
- Future Rock (1976)
- Clint Eastwood—All-American Anti-Hero (coécrit avec Gary Herman) (1978)
- Jane Fonda—All-American Anti-Heroine (coécrit avec Gary Herman) (1980)
- Sealing Their Fate: The Twenty-two Days that Decided World War II (2009)